# Maria Caldora
Maria Giulia Caldora (* nach 1400; † 1481 in Melfi) war eine italienische Adelige, Gemahlin des Herzogs von Melfi und Venosa, Gemahlin des Grafen von Avellino, Gemahlin des Baron von Frigento sowie Dame von Leonessa und San Fele.

Wappen der Caldora

## Leben
Über die Lebensgeschichte von Maria III. Caldora sind nur wenige Bruchstücke bekannt. Sie wurde zu einem unbekannten Zeitpunkt an einem unbekannten Ort als Tochter von Jacopo/Giacomo I. Caldora und Medea d‘Evoli geboren und nahm als Erwachsene aktiv am höfischen Leben im Königreich Neapel teil. Der historischen Überlieferung zufolge war sie das dritte Kind nach Antonio und Berlingiero. Maddalone Caldora (Magdalon Candole), ein Mitglied des Schweizer Zweiges der Familie Caldora, stellte jedoch bei der Erstellung des Stammbaums fest, dass sie die Erstgeborene war, gefolgt von Antonio und Berlingiero, und somit vor 1400 (Geburtsdatum von Antonio) geboren wurde; eine Theorie, die durch die Tatsache gestützt wird, dass Maria die erste der Geschwister war, die heiratete, und zwar zweimal.
Maria heiratete im April 1424 den Condottiere Francesco Sforza (später 1. Herzog von Mailand), mit dem sie keine Kinder hatte. Diese Ehe wurde Ende 1430 auf ausdrücklichen Wunsch Francescos von Papst Martin V. annulliert. Diese Entscheidung führte zu einer heftigen Rivalität zwischen Francesco Sforza und ihrem Vater Jacopo Caldora, der 1433 sofort gegen ihn in den Krieg zog und ihm einige Lehen in Capitanata abnahm, eine Rivalität, die unter anderem mit ihren jeweiligen militärischen Erfolgen zusammenhing und die über Jahre andauern sollte.
Am 13. August 1432 heiratete sie in Neapel Troiano Caracciolo, Herzog von Melfi, den einzigen Sohn von Sergianni Caracciolo, dem Großseneschall des Königreichs Neapel. Sergianni hatte 1429 seine Tochter Emilia/Isabella mit Antonio Caldora und 1431 seine Tochter Maria mit Gabriele Orsini del Balzo, dem Bruder des Fürsten von Tarent Giovanni Antonio Orsini del Balzo, verheiratet. Diese ehelichen Verbindungen und die friedlichen Beziehungen zwischen Sergianni, Jacopo und Giovanni Antonio, die die höchsten Ämter und die größten Territorien des Königreichs Neapel innehatten, nährten in Covella Ruffo, die immer ein erbitterte Feindin Sergiannis gewesen war, die Befürchtung, dass diese eine Verschwörung gegen die Königin Giovanna II. von Anjou-Durazzo schmiedeten und das Königreich an sich reißen wollten, da die Königin keinen Ehemann und keinen direkten Erben hatte, um es unter sich aufzuteilen und als Vikare des Kirchenstaates zu regieren. Covella, der die Attentäter angeheuert hatte, schmiedete in Absprache mit der Königin ein Attentat, das am 18. August 1432 kurz nach Mitternacht zum Tod Sergiannis führte. Unmittelbar nach der Tat hielt die Königin Troiano gefangen, bis Caterina Filangieri, die Witwe von Sergianni, ihr das Herzogtum Melfi übergab. Später schloss die Königin Frieden mit Troiano und gab ihm das Lehen zurück. Im Gegensatz zu seiner bisherigen Vergangenheit und den Entscheidungen der Familie seiner Gattin, die traditionell mit den Anjou verbunden war, wollte Troiano von nun an für die Aragonesen von Alfons V. von Aragon, dem Thronanwärter des Königreichs Neapel, kämpfen.
Maria heiratete auch den 6. Herzog von Atri Giosia Acquaviva, mit dem sie keine Kinder hatte. Es wird angenommen, dass diese Ehe vor der mit Francesco Sforza stattfand und endete. Sie hatte auch eine Liebesaffäre mit dem Großpronotar Gorello Origlia, die jedoch im Sande verlief.
Sie starb 1481 in Melfi und wurde dort begraben.

## Beschreibung
„Unter einer flachen und heiteren Stirn funkelten zwei schwarze Augen, die mal schmachten, mal lebhaft waren, je nach den verschiedenen Gefühlen der Seele, und den Ausdruck sanfter Süße oder die ungestüme Glut einer spontanen Emotion vermittelten. Schön waren auch alle anderen Züge dieses Gesichts, das zumeist von einer spontanen Verspieltheit beseelt war, obwohl es sich manchmal schnell in Mitleid oder Kummer verwandelte. Ihr Haar war dunkelbraun, wenn auch nicht ganz so, und an den Schläfen in zwei glatten Strähnen gescheitelt, die die lebhafte Klarheit ihrer frischen Wangen am besten zur Geltung brachten. Es war im Ganzen eine Schönheit voller Reize, voller Schmeichelei, voller beweglicher und kindlicher Sorglosigkeit und zugleich voller Süße und Zuneigung; eine Schönheit, die äußerlich nicht ganz südlich ist, wie eine jener Blumen, die unter einem gemäßigten Himmel die ganze Kraft der Farbe und den ganzen glücklichsten Duft, den sie enthalten, durch den fruchtbaren Strahl einer reinsten Sonne erhalten und die ganze Frische eines milderen Taus bewahren. Ihre schöne Statur, die Anmut ihrer Glieder, die Sanftheit ihrer Handlungen, ihr schlanker und geschmeidiger Gürtel und eine undefinierbare Leichtigkeit in ihrer ganzen Person, zeigten sie als ebenso anmutig und graziös im Körper, wie sie schön im Antlitz war. So war die sanfte Maria Caldora, Tochter des berühmten Söldnerkapitäns Giacomo Caldora, damals großer Anwärter des Königreichs Neapel auf die Pfründe der Königin Giovanna der Zweiten.“

## Nachkommen
Maria Caldora hatte von Troiano Caracciolo zwei Söhne
- Giovanni (so genannt zu Ehren von Sergianni Caracciolo, Troianos Vater, der eigentlich Giovanni hieß), Condottiero und Herzog von Melfi, der Sveva Sanseverino heiratete, und
- Jacopo (so genannt zu Ehren von Jacopo Caldora, Marias Vater), Condottiero und Graf von Avellino,

sowie drei Töchter, Beatrice, Dianora und Ippolita.